# أنطونيو بينتو (ملحن)
أنطونيو بينتو (بالبرتغالية: Antonio Pinto‏) هو ملحن برازيلي، ولد في 1967 في ريو دي جانيرو في البرازيل.

## وصلات خارجية
- أنطونيو بينتو على موقع IMDb (الإنجليزية)
- أنطونيو بينتو على موقع ميوزك برينز (الإنجليزية)
- أنطونيو بينتو على موقع أول ميوزيك (الإنجليزية)
- أنطونيو بينتو على موقع ديسكوغز (الإنجليزية)
- أنطونيو بينتو على موقع قاعدة بيانات الفيلم (الإنجليزية)